# Ae-Ri Noort
Ae-Ri Noort (Seúl, Corea del Sur, 10 de enero de 1983) es una deportista neerlandesa que compitió en remo como timonel.
Ganó tres medallas de plata en el Campeonato Europeo de Remo entre los años 2015 y 2017. Participó en los Juegos Olímpicos de Río de Janeiro 2016, ocupando el sexto lugar en la prueba de ocho con timonel.

## Palmarés internacional
| Campeonato Europeo | Campeonato Europeo       | Campeonato Europeo | Campeonato Europeo |
| Año                | Lugar                    | Medalla            | Prueba             |
| ------------------ | ------------------------ | ------------------ | ------------------ |
| 2015               | Poznań (Polonia)         | Medalla de plata   | Ocho con timonel   |
| 2016               | Brandeburgo (Alemania)   | Medalla de plata   | Ocho con timonel   |
| 2017               | Račice (República Checa) | Medalla de plata   | Ocho con timonel   |